# Mir (Teppich)
Ein Mir, dessen Wortherkunft auf die gleichnamigen Dorfbezeichnungen Mir und Mirshi im Süden Ardabils zurückgeführt wird, ist ein nach dem Mir-Muster geknüpfter Orientteppich. Hergestellt wird er in den westpersischen Regionen Mirabad, Sarugh und Serabend, Tabris und Kerman.
Das Mir-Muster ist ein gleichbleibendes Feldmuster und wird auch als Mir-e-Boteh (bzw. Mir-i-bota) oder »Flohmuster« bezeichnet. Es wiederholt sich ständig auf rotem, dunkelblauem oder seltener auch cremefarbenem Grund.